# Ryszewo (Poméranie-Occidentale)
Pour les articles homonymes, voir Ryszewo.
Ryszewo est une localité polonaise située dans la gmina mixte et le powiat de Pyrzyce en voïvodie de Poméranie-Occidentale. Elle se trouve à environ 38 km au sud-est de la capitale régionale Szczecin.

## Géographie

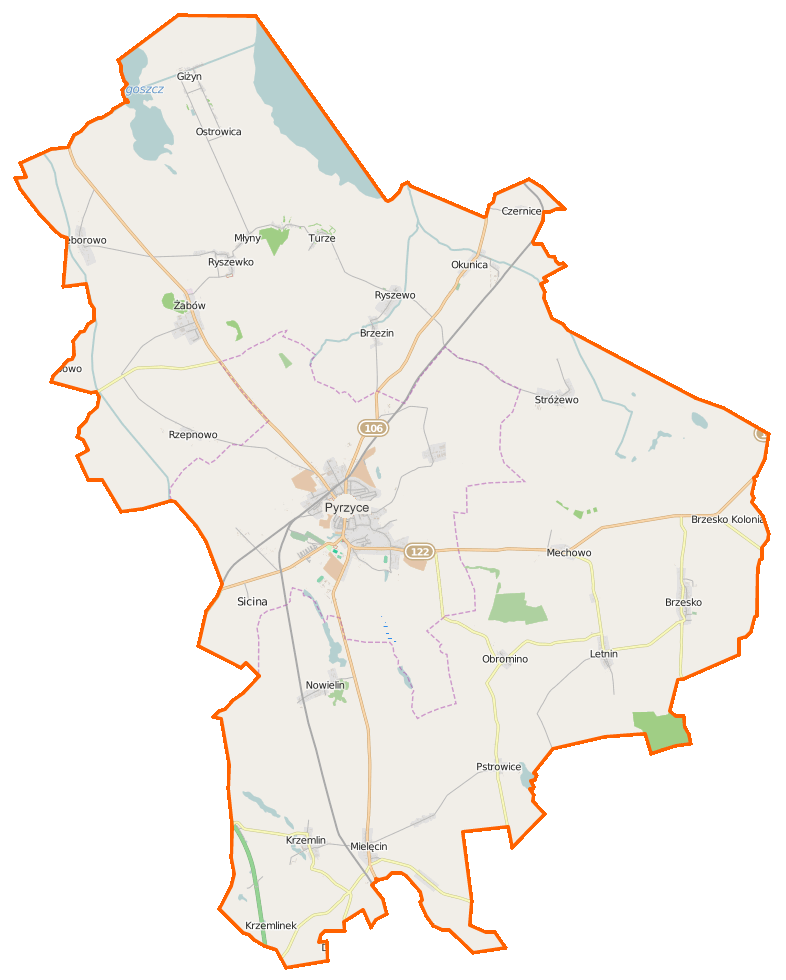
Carte de la gmina de Pyrzyce.

## Histoire
De 1815 à 1945, Groß Rischow fait partie de l'arrondissement de Pyritz dans le district de Stettin au sein de la province de Poméranie